# 인터넷 필터
콘텐츠 통제 소프트웨어(content-control software), 간단히 인터넷 필터(Internet filter)는 인터넷 사용자가 접근할 수 있는 콘텐츠를 제한하거나 통제하는 소프트웨어로, 특히 웹, 이메일, 기타 수단을 통해 인터넷을 경유하여 전달되는 내용을 제한하는데 유용하다.
보안기술의 일종으로, 악성코드 배포 사이트, 유해사이트, 비업무 사이트 접속을 차단한다. 보안강화와 업무생산성 향상, 트래픽 통제 효과를 얻을 수 있다.
저작권 침해사이트 역시 필터링이 가능하다.

## 용어
"콘텐츠 통제"라는 용어는 CNN 플레이보이 잡지, 샌프란시스코 크로니클,, 뉴욕 타임즈에 종종 사용된다.
그러나 "콘텐츠 필터링 소프트웨어", "시큐어 웹 게이트웨이", "센서웨어", "콘텐츠 보안 및 통제", "웹 필터링 소프트웨어", "콘텐츠 검열 소프트웨어", "콘텐츠 차단 소프트웨어" 등의 다른 용어들도 종종 사용된다. 제품 마케팅과 미디어에서는 "내니웨어"(Nannyware)라는 표현도 사용된다. 산업 연구 기업 가트너는 SWG(시큐어 웹 게이트웨이)라는 용어를 사용하여 세분 시장을 기술하고 있다.

## 필터링의 이유
인터넷 서비스 제공자(ISP)들이 포르노그래피, 논란이 되는 종교적, 정치적, 뉴스 관련 내용을 포함한 자료를 차단하는 경우가 있다. 그러나 콘텐츠 필터링 소프트웨어는 악성 소프트웨어나 애드웨어, 스팸, 컴퓨터 바이러스, 웜, 트로이 목마, 스파이웨어 등의 콘텐츠를 차단하기 위해 사용되기도 한다.

## 같이 보기
- 출구 필터링
- 인터넷 검열
- 자녀 보호
- 스컨소프 문제